# 치자나무
치자나무(梔子, Gardenia jasminoides, cape jasmine)는 대한민국, 중국, 일본에 서식하는 상록관목으로 높이 2m 정도이다.

## 특징
치자나무는 대한민국 전남과 제주도 남부지방에서 자라며, 키가 약 2~3m 정도 자라는 작은 관목이다. 잎은 난형에 바소꼴이고 혁질이며 광이 나고 길이는 4~8cm, 마주 달리며 양면에 털이 없다. 꽃은 흰색의 통꽃이고 향이 강하며 6-7갈래로 갈라지고 수술은 6개 달리며 6월에서 7월에 가지 끝에 피고 봉우리는 길게 세운듯한 난형이다. 열매는 액과로 길이가 안은 두 갈래로, 작고 노란 수십 개의 종자가 들어 있으며 길이 3.5cm이고 끝에는 6개의 긴 꽃받침이 남아 있고 황홍색으로 9월에 익는다.

## 쓰임새
관상수로 쓰이고 꽃은 향료용으로 열매는 염료 또는 해열과 진통에 효과가 있고 약용으로 쓰인다. 위완의 혈을 식히고 위열을 다스려 위장을 편하게 한다. 화병을 다스려 항우울제로도 활용되며, 열이 심해 안절부절 못하는 열성심번에도 효과가 있다.

## 원산지
원산지는 중국이라 하나 중국외에 일본, 필리핀에서 인도와 네팔까지 분포하며 한국에는 고려시대 이전에 들어 왔다고 전해지나 확실치 않으며 하지만 경상남도 남해군에 치자는 남해군화로 지정되어 있습니다

## 갤러리

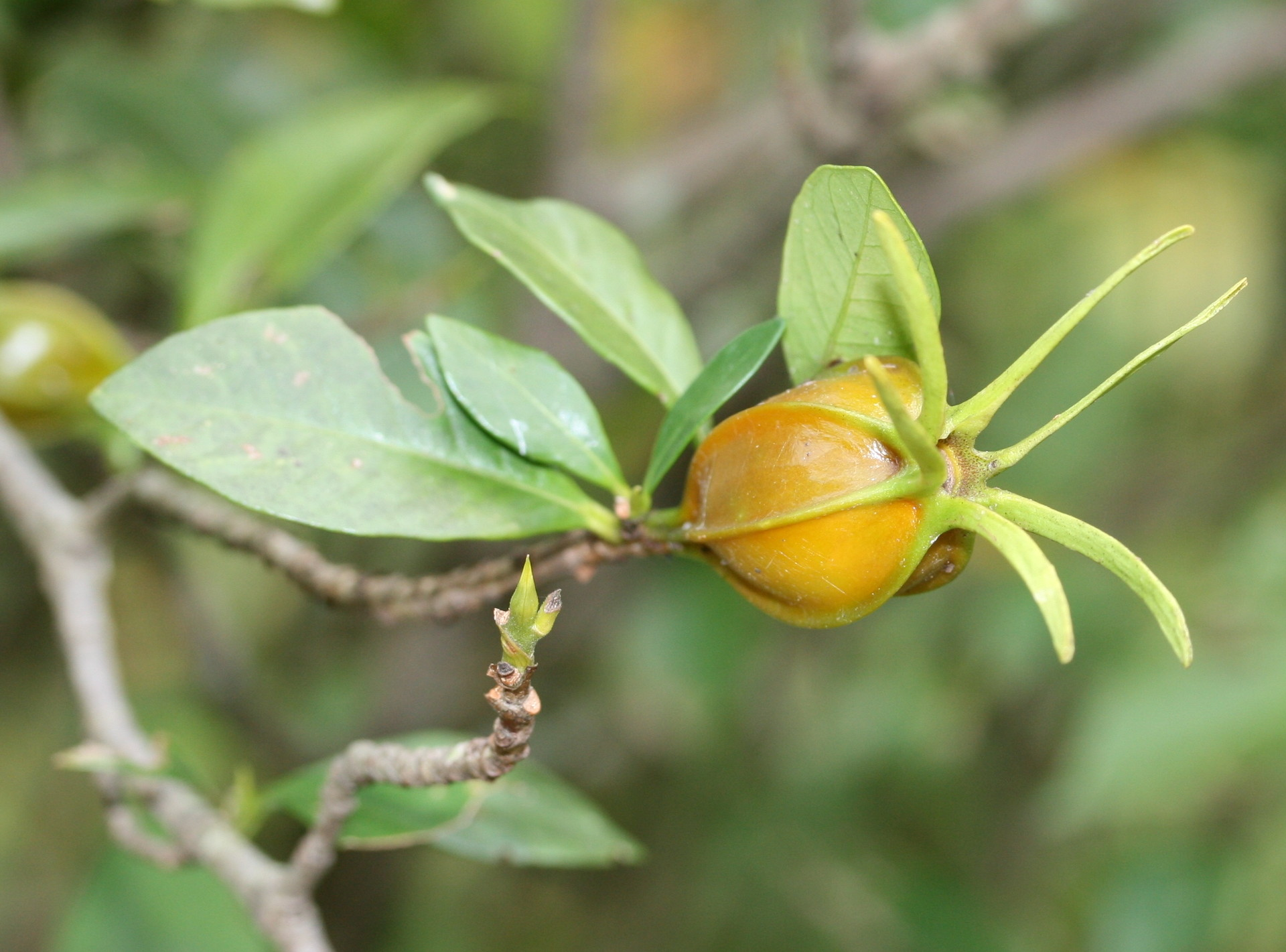
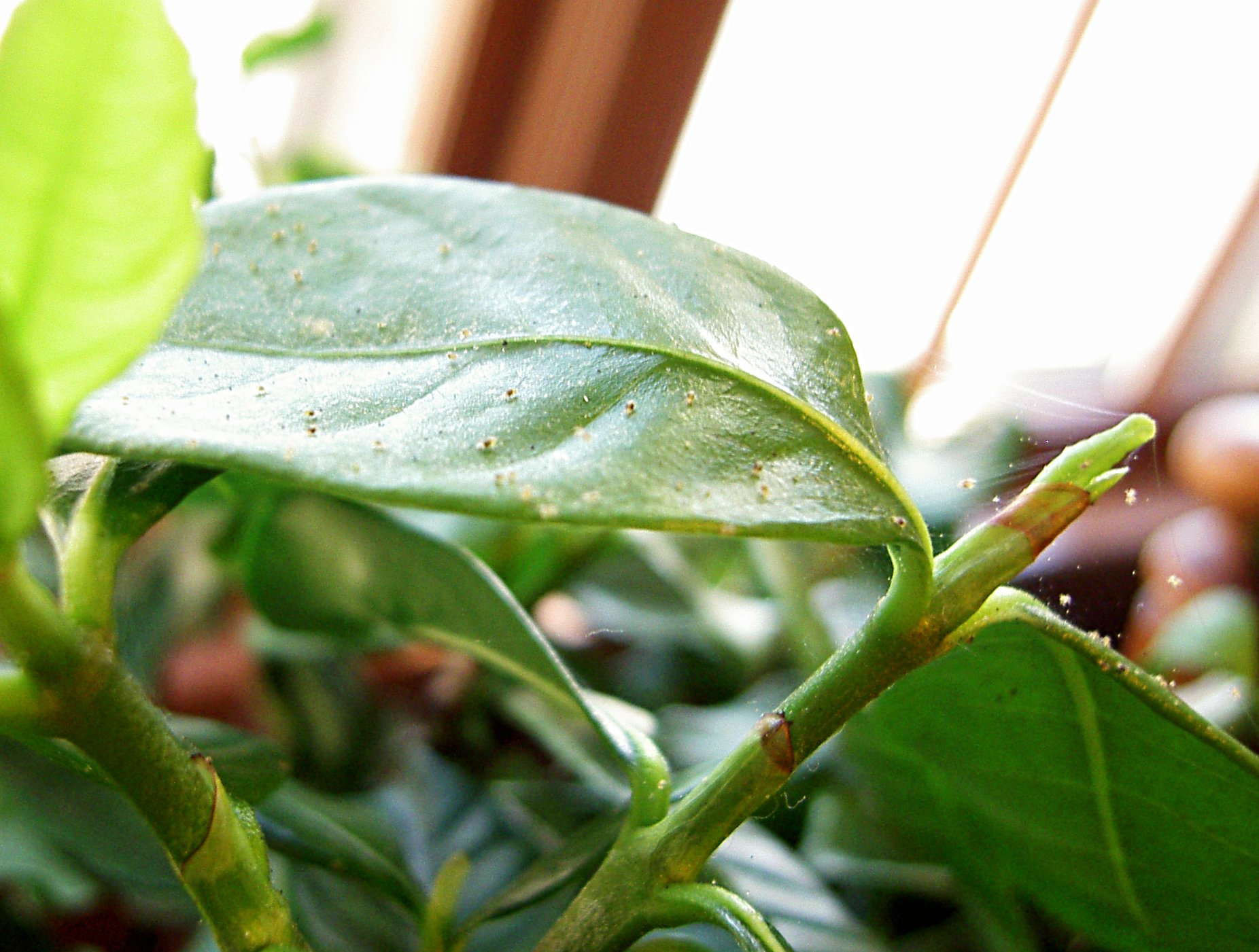
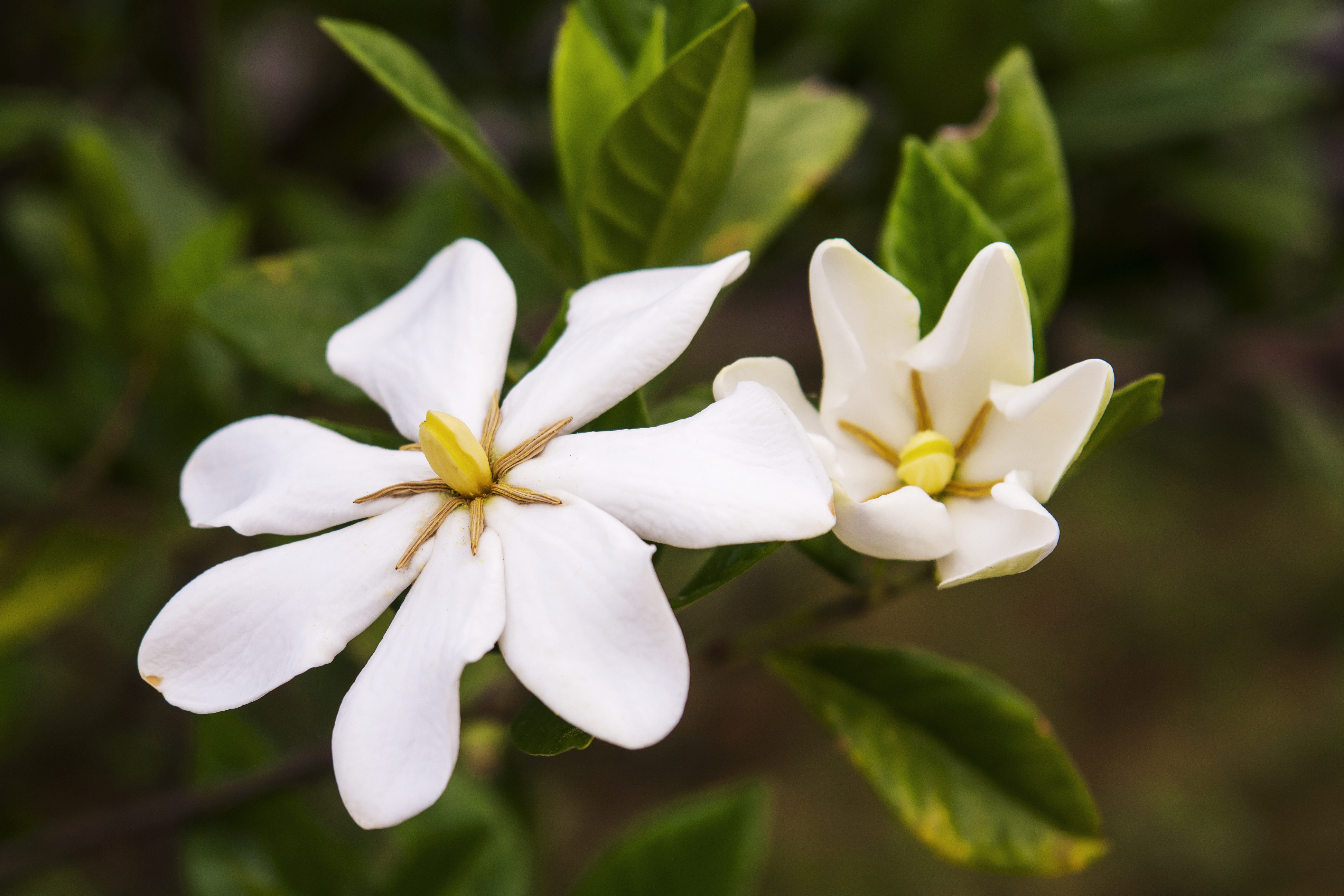